# Petrská (Praha)
Petrská ulice na Novém Městě v Praze spojuje Petrské náměstí a ulici Těšnov. Název je odvozen od kostela sv. Petra, který byl postaven v polovině 12. století.

## Historie a názvy
Ulice vznikla při stavbě Nového Města v polovině 14. století.
- 1348 - část ulice od kostela po Biskupskou ulici má název Petrská, druhá část směrem k Těšnovu se nazývala "Poříč" podle zdejší osady Poříčí
- 1869 - celá dnešní ulice má název Petrská.

## Významné budovy a místa
- Měšťanský dům U pěti ran Krista Pána - Petrská 7, klasicistní 2-patrový dům z roku 1840[2]
- Měšťanský dům U Tajovských a U Zedníčků - Petrská 9, klasicistní nájemní dům z roku 1847[3]
- Měšťanský dům U Němců - Petrská 12 a Biskupská 15[4]
- Měšťanský dům U Vovsů - Petrská 25[5]